# Astèrids
Els astèrids (Asteriidae) són una família d'equinoderms asteroïdeus de l'ordre Forcipulatida. La família Asteriidae conté la majoria de les de mar costaneres d'Europa, com l'estel de mar comú (Asterias rubens). La majoria de les espècies tenen cinc braços, i les característiques comunes totes les espècies de la classe Asteroidea.
Pycnopodia helianthoides de la costa pacífica d'Amèrica del Nord és l'espècie més grossa, amb un diàmetre màxim de 90 centímetres. Guarda semblança, pels seus molts braços, amb les espècies de la família Solasteridae.

## Gèneres
Aquesta família inclou 173 espècies repartides en 39 gèneres:
- Adelasterias Verrill, 1914
- Anasterias Perrier, 1875
- Aphanasterias Fisher, 1923
- Aphelasterias Fisher, 1923
- Asterias Linnaeus, 1758
- Astrometis Fisher, 1923
- Astrostole Fisher, 1923
- Caimanaster A.M. Clark, 1962
- Calasterias Hayashi, 1975
- Coronaster Perrier, 1885
- Coscinasterias Verrill, 1867
- Cryptasterias Verrill, 1914
- Diplasterias Perrier, 1891
- Distolasterias Perrier, 1896
- Evasterias Verrill, 1914
- Icasterias Fisher, 1923
- Kenrickaster A.M. Clark, 1962
- Leptasterias Verrill, 1866
- Lethasterias Fisher, 1923
- Lysasterias Fisher, 1908
- Marthasterias Jullien, 1878
- Meyenaster Verrill, 1913
- Neosmilaster Fisher, 1930
- Notasterias Koehler, 1911
- Orthasterias Verrill, 1914
- Perissasterias H.L. Clark, 1923
- Pisaster Müller and Troschel, 1840
- Plazaster Fisher, 1941
- Psalidaster Fisher, 1940
- Rathbunaster Fisher, 1906
- Saliasterias Koehler, 1920
- Sclerasterias Perrier, 1891
- Stephanasterias Verrill, 1871
- Stylasterias Verrill, 1914
- Taranuiaster McKnight, 1973
- Tarsaster Sladen, 1889
- Tarsastrocles Fisher, 1923
- Uniophora Gray, 1840
- Urasterias Verrill, 1909